# 净饭王
薩都丹拿·喬達摩（梵語及巴利語：Śuddhodana Gautama），为悉達多之父，是前6世紀印度迦毗羅衛國（今尼泊爾境內）釋迦族中一位德高望重的國王。其名意為「純凈的米飯」，故稱凈飯王。

## 生平
淨飯王的父親是獅子頰國王Simhahanu，母親是迦哲娜Kaccanā，配偶為拘利族天臂城主善覺大王的胞妹摩耶，不料摩耶在產下悉達多不久後即去世，後迎娶其妹摩訶波闍波提，其子悉達多亦在成年後迎娶表妹耶輸陀羅，淨飯王的其他子女包括公主難陀及王子難陀。
據現代學者考証，因為迦毗羅衛國採取部落共和制，他是迦毗羅衛國的大王，也就是釋迦族中剎帝利貴族選舉而出的領袖，而不是世襲的國王。
在五十歲時誕下兒子悉達多太子，他根據印度古老的傳統，邀請八個著名的占星家到王宮預言太子的將來，他們預言太子會成為佛陀或轉輪聖王後，而最年輕那位婆羅門阿說示則斷言太子必出家成佛陀，因此他曾多次阻止悉達多太子出家修道。當太子離家出家後，他派出五位侍從追隨太子出家，這五位侍從是憍陳如Koṇḍañña、跋堤Bhaddiya、跋波Vappa、摩訶男Mahānāma和阿說示Assaji。後來這五位成為第一批的僧團，稱為五比丘。
在悉達多太子悟道後，他一連九次派了九名侍從前去請佛陀回國，卻都以失敗告終。最後他請了老侍從克魯德亞 Kāludāyi前往舍衛城祈園精舍向佛陀說出淨飯王的意思，兩個月後、佛陀率領僧團回到迦毗羅衛國。當淨飯王成為聖弟子後，大力幫助佛陀的弘法事業，成為釋迦牟尼佛最初的支持者之一。
到了最後，在病床上證阿羅漢果。近因缘谭經：「临终之时，卧于白伞之下，荣耀之卧榻，达阿罗汉果。
如是，王不须住森林中，精励勤修而得圣果。」

### 淨飯王向悉達多太子行禮
當國師阿私陀尊者第一次來皇宮看望悉達多太子時，因嬰兒伸出一隻小腿觸及國師的髮髻，國師主即以天眼觀看嬰兒的未來，並雙手合十向小王子禮拜，淨飯王見此也跟著國師向太子行禮。
為提高農業生產，國王組織了王耕節，這是迦毗羅衛國全民的節日。當全國人民都沉在歡樂氣氛中，悉達多太子卻獨自走到毗砵羅樹下雙盤襌坐，並證得初襌，淨飯王一聽此事，立即來到現場，看見太子襌思的樣子，不禁向他行禮。

### 淨飯王的證果
當佛陀初次回國時，因挨家挨戶化緣而令淨飯王感到很震驚，帶著使臣來到佛陀跟前質問佛陀為什麼要沿街乞食，佛陀在街頭勸說國王：「正念乞食，正法行事，善行之人，此彼得樂。」淨飯王一聽完此偈同時即證初果。他趕忙接過佛陀的缽，領著佛陀及僧團到王宮受用佳餚。飯食之後，佛陀再次告誡大眾:「正法善行，勿作惡業，如此賢者， 此彼得樂。」國王當下證二果，而佛陀的姨母摩訶波闍波提夫人同時也證初果。
有一次，淨飯王對佛陀說，他不相信傳言說兒子因苦修而沒證聖果就升天了。佛陀因此而對國王說《大法護本生故事》。淨飯王聽完故事後，證不還果。
當淨飯王臨終躺在病床上時，佛陀對他說最後一次佛法，他即證阿羅漢果，並親自驗證解脫之樂，七天（或說一天）後般涅槃。

### 淨飯王的影響
悉達多太子與夫人耶輸陀羅的獨生子一出生，太子悉達多就說：「羅睺羅出生了，枷鎖現前。」太子立即離開皇宮，而淨飯王則為嬰兒取名為羅睺羅。
當佛陀為七歲的羅睺羅剃度出家時，淨飯王沒想到他的孫子竟會出家，一聽這消息便感悲痛，趕去見佛陀，請求佛陀不要讓沒有徵得父母同意的孩子出家，佛陀答應他的請求，因此制定了一條戒律。